# 科爾蒙特 (科羅拉多州)
科爾蒙特（英語：Coalmont）是位於美國科羅拉多州傑克遜縣的一個非建制地區。該地的面積和人口皆未知。

## 地理
科爾蒙特的座標為40°33′43″N 106°26′44″W / 40.56194°N 106.44556°W，而該地的平均海拔高度為2504米（即8215英尺）。